# Andoni Alonso
Andoni Alonso Puelles (Vitoria, 4 de abril de 1966) es un filósofo, investigador y profesor universitario español.

## Biografía
Alonso se licenció en Filosofía en la Universidad de Navarra en 1989 y se doctoró en la Universidad del País Vasco en 1995 (tesis: Wittgenstein y el arte. El Siglo de Wittgenstein). Ha sido profesor de Historia de la filosofía en la Universidad de Extremadura y desde 2010 es profesor titular de Filosofía en la Universidad Complutense de Madrid. Cursó estudios postdoctorales en la Penn State University entre 1996 y 1998 donde conoció y trabajó con Carl Mitcham e Iván Illich. Años después (2006) fue profesor visitante en la Universidad de Nevada.
Especialista en Ludwig Wittgenstein, su trabajo de investigación se ha centrado básicamente en la filosofía de la tecnología, con una visión crítica sobre la utilidad y el papel que juegan las TIC. Entre sus muchas obras se encuentran Wittgenstein, 50 años después (2002), El arte de lo indecible. Wittgenstein y las vanguardias (2002) y La tecnociencia y su divulgación (2004), La quinta columna digital: anti-tratado comunal de hiperpolítica (2005, Premio Eusebi Colomer/Fundación Epson) o ¡Todos Sabios! (Cátedra, 2013), junto a Antonio Lafuente y Joaquín Rodríguez.
Andoni Alonso es miembro de la Society for Philosophy and Technology y de la Sociedad de Estudios Vascos.